# Skala trudności tras narciarskich
Skala trudności tras narciarskich – system oznaczeń narciarskich tras zjazdowych, nartostrad, tras biegowych i szlaków narciarskich stosowany w ośrodkach narciarskich i umożliwiający narciarzom wybór tras odpowiadających ich umiejętnościom. Nie istnieje jednolity światowy system oceny trudności tras, jednak w większości krajów stosuje się oznaczenia kolorami (według skali niebieski-czerwony-czarny z rosnącym stopniem trudności) lub kształtami znaków ustawionych wzdłuż tras.

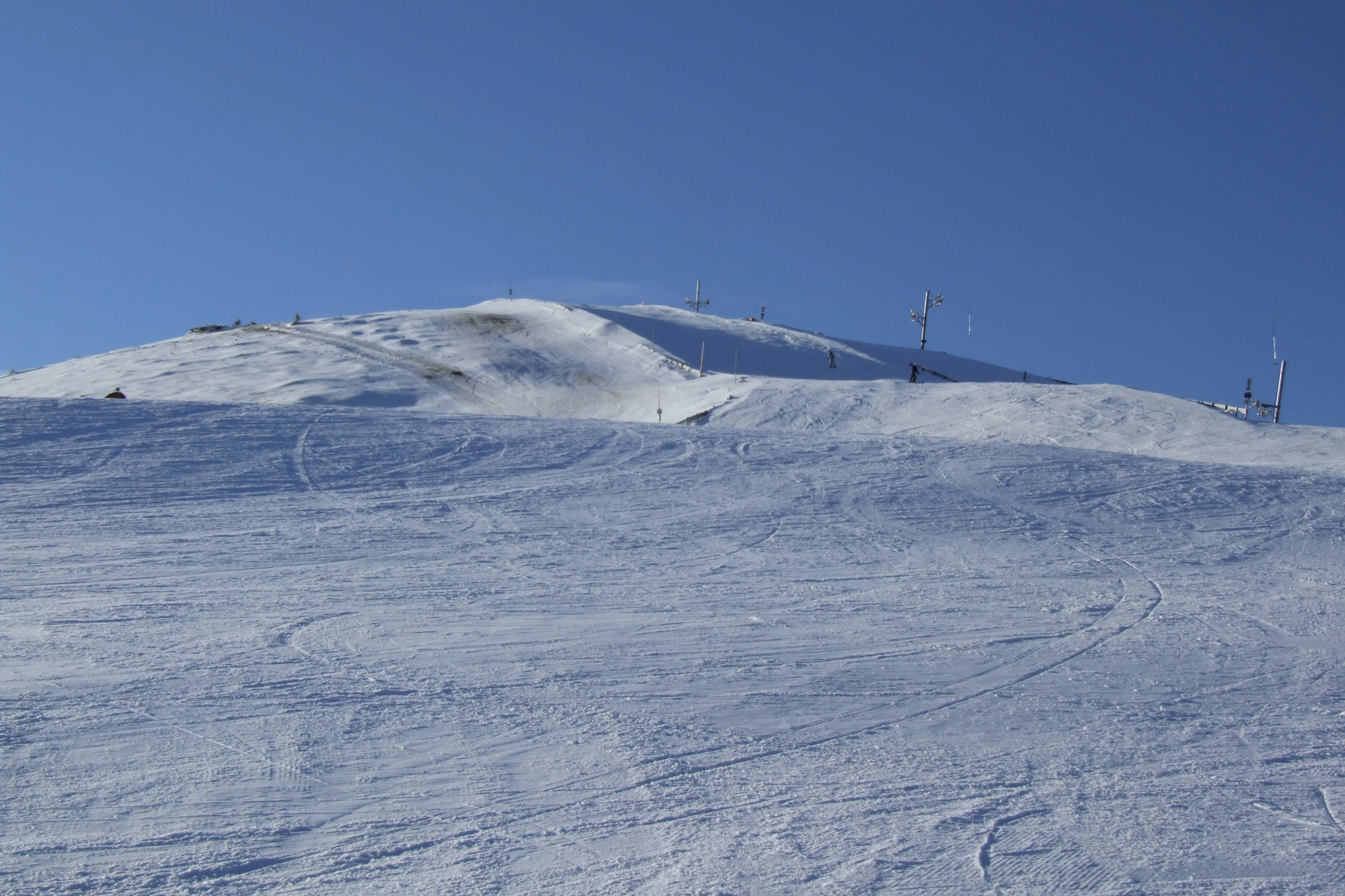
Stok o czerwonym stopniu trudności w Park Snow Donovaly na Słowacji

## Europa
System stosowany w Europie oparty jest na powyższym kodzie kolorowym. W każdym kraju system jest nieco inny, ale we wszystkich krajach oparty jest na kolorach: niebieski (trasa łatwa), czerwony (trasa o średnim stopniu trudności) i czarna (trasa dla ekspertów). Kształty znaków nie są ujednolicone.

### Polska

#### Stan obecny
Taki system (trzech kolorów – trzech stopni trudności) obowiązuje również w Polsce od 31 grudnia 2011 roku. Został on wprowadzony Rozporządzeniem Ministra Spraw Wewnętrznych z dnia 29 grudnia 2011 roku w sprawie stopni trudności narciarskich tras zjazdowych, biegowych i nartostrad oraz sposobu ich oznaczania.
| Stopień trudności | Trasy         | Oznakowanie kolorem | Trasy zjazdowe – nachylenie w profilu podłużnym | Trasy zjazdowe – nachylenie w profilu podłużnym | Trasy biegowe – cechy |
| Stopień trudności | Trasy         | Oznakowanie kolorem | średnie                                         | maksymalne                                      | Trasy biegowe – cechy |
| ----------------- | ------------- | ------------------- | ----------------------------------------------- | ----------------------------------------------- | --- |
| A                 | łatwe         | lub                 | do 21% (do 12°)                                 | do 30% (do 17°)                                 | o maksymalnym stopniu nachylenia w profilu podłużnym do 10%, maksymalnej długości do 10 km lub o maksymalnej różnicy poziomów na 1 km trasy do 40 m, nieposiadające odcinków z trudnymi podejściami i zjazdami oraz nachylenia poprzecznego |
| B                 | trudne        | lub                 | do 29% (do 16°)                                 | do 40% (do 22°)                                 | o maksymalnym stopniu nachylenia w profilu podłużnym do 20%, o maksymalnej długości do 20 km lub o maksymalnej różnicy poziomów na 1 km trasy do 80 m, posiadające niezbyt liczne odcinki z trudnymi podejściami i zjazdami                 |
| C                 | bardzo trudne | lub                 | powyżej 29% (powyżej 16°)                       | powyżej 40% (powyżej 22°)                       | o maksymalnym stopniu nachylenia w profilu podłużnym powyżej 20%, o długości powyżej 20 km lub o maksymalnej różnicy poziomów na 1 km trasy powyżej 80 m, posiadające liczne odcinki z trudnymi podejściami i zjazdami                      |

Przy ocenie stopnia trudności narciarskiej trasy zjazdowej i nartostrady bierze się pod uwagę ukształtowanie terenu, zalesienie, zabudowania oraz inne obiekty znajdujące się w bezpośredniej bliskości trasy. W przypadku narciarskiej trasy biegowej, gdy którykolwiek z jej parametrów odpowiada parametrowi z wyższego stopnia trudności, narciarską trasę biegową kwalifikuje się według wyższego stopnia
trudności.

#### Historia
Do 30 grudnia 2011 roku skala trudności była 4-stopniowa, a nadawanie stopnia trudności tras było pozostawione organizacjom GOPR lub TOPR na podstawie Załącznika nr 1 do Rozporządzenia Rady Ministrów z 6 maja 1997 r. w sprawie określenia warunków bezpieczeństwa osób przebywających w górach, pływających, kąpiących się i uprawiających sporty wodne, biorąc pod uwagę ukształtowanie terenu, zalesienie, zabudowania oraz inne obiekty znajdujące się w bezpośredniej bliskości trasy.
W oparciu o powyższe rozporządzenie Zarząd Główny PTTK w uchwale 170/XVI/2007 z 21 kwietnia 2007 roku wydał instrukcję znakowania szlaków turystycznych. Zgodnie z tą instrukcją szlaki narciarskie powinny mieć tło pomarańczowe. Narciarskie trasy zjazdowe (zarówno wyczynowe, jak i popularne) były oznakowane w zależności od stopnia trudności:
| Stopień trudności | Trasy         | Oznakowanie kolorem | Nachylenie w profilu podłużnym | Nachylenie w profilu podłużnym |
| Stopień trudności | Trasy         | Oznakowanie kolorem | średnie                        | maksymalne                     |
| ----------------- | ------------- | ------------------- | ------------------------------ | ------------------------------ |
| A                 | bardzo łatwe  | lub                 | do 15% (9°)                    | 21% (12°)                      |
| B                 | łatwe         | lub                 | 17–21% (10–12°)                | 30% (17°)                      |
| C                 | trudne        | lub                 | 21–29% (12–16°)                | 40% (22°)                      |
| D                 | bardzo trudne | lub                 | ponad 29% (16°)                | 53% (28°)                      |

Oznaczenia szlaków narciarskich w Polsce

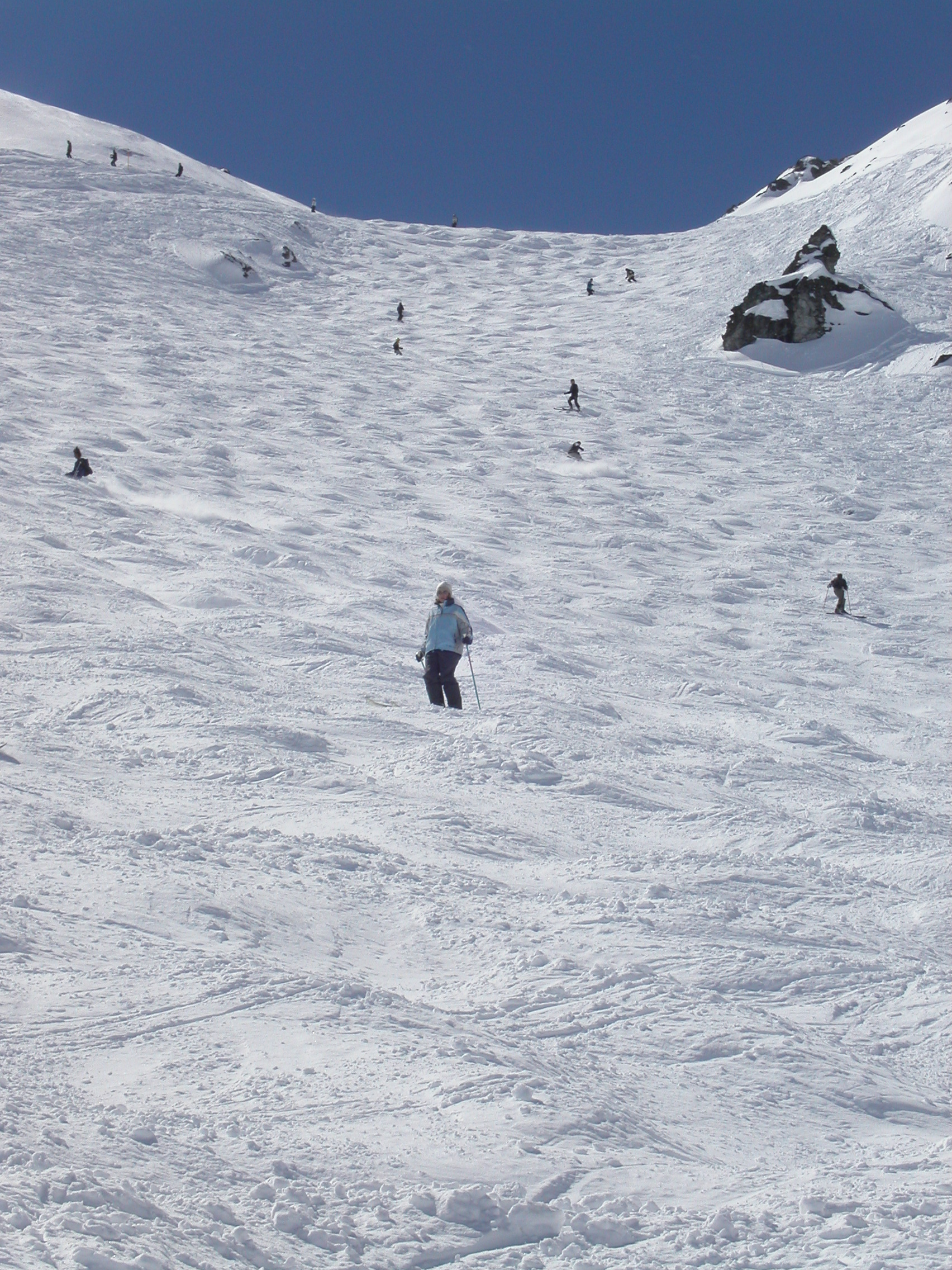
Czarna trasa (obecnie żółta) w Tortin, Val de Nendaz pomiędzy Verbier i Nendaz w Szwajcarii

Średnie nachylenie nie było jedynym kryterium przyznania trasie danego stopnia. Paragraf § 4 ustęp 3 cytowanego Rozporządzenia Rady Ministrów mówił: „Przy ocenie stopnia trudności trasy bierze się pod uwagę ponadto ukształtowanie terenu, zalesienie, zabudowania oraz inne obiekty znajdujące się w bezpośredniej bliskości trasy. Ostateczny stopień trudności trasy ustala GOPR lub TOPR.”

#### Ciekawsze trasy narciarskie w Polsce
W Polsce jest kilkanaście tras narciarskich o oznaczeniu czarnym.
Ciekawsze trasy czerwone w Polsce to:
- Golgota z Soliska w Szczyrku[4]
- Palenica 1 z Palenicy w Stacji Narciarskiej Palenica w Szczawnicy[5].

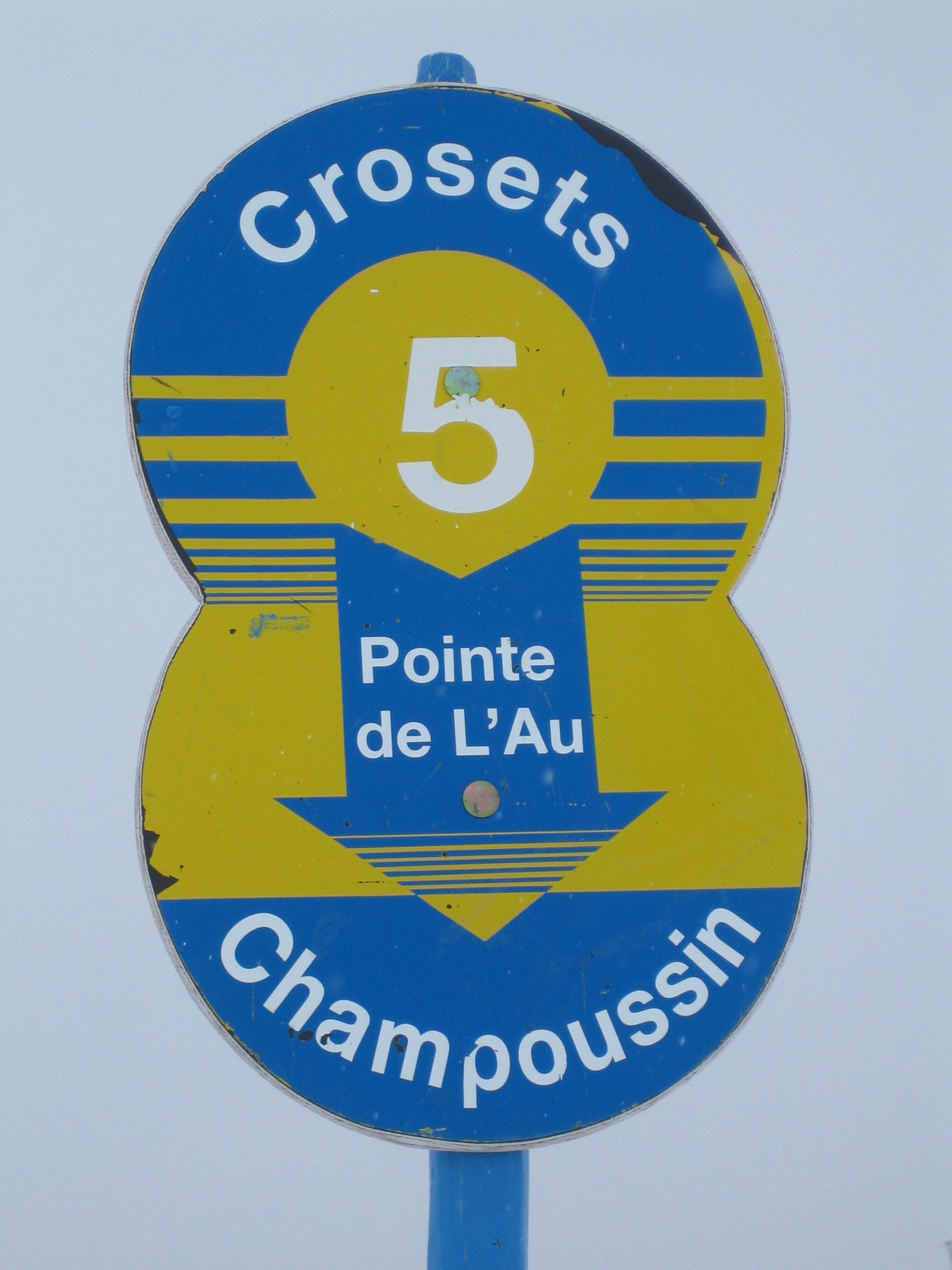
Niebieski znak narciarski w Blue Ski Arena w Les Crosets, Francja

### Niemcy, Austria, Francja, Włochy, Szwajcaria, Czechy i Słowacja
W tych krajach oznaczenia skali trudności tras narciarskich są oparte na zasadach opracowanych przez FIS i mają kształt kół. Trzy podstawowe kolory skali trudności ujęte są w normach, m.in. niemieckiej DIN 32912, austriackiej ÖNORM S 4610 f i czeskiej ČSN 01 8027.
 łatwy (znaki niebieskie): stok ma nie więcej niż 25% nachylenia w profilu podłużnym i poprzecznym, z wyjątkiem krótkich odcinków na otwartych przestrzeniach. Ma odpowiednio dużą szerokość. Takie trasy zwane są często skiautobahn (autostrada narciarska). W Czechach czasem oznaczana jest cyfrą „1”.

 średni (znaki czerwone): stok ma nie więcej niż 40% nachylenia w profilu podłużnym i poprzecznym, z wyjątkiem krótkich odcinków na otwartych przestrzeniach. W Czechach – oznaczana dodatkowo cyfrą „2”.

 trudny (znaki czarne): stok ma ponad 40% nachylenia w profilu podłużnym lub poprzecznym. W Czechach – cyfra „3”.

Okrągłe tablice mogą zawierać różnorodne wskazówki informacyjne, np.:
- napisy („trasa narciarska”), albo też stałą cyfrę do oznakowania określonego odcinka (np. trasa narciarska 21).
- na dole tablicy cyfry porządkowe: na trasie narciarskiej podają one kolejność tablic, przy czym zaczyna się od najniższej cyfry na stacji dolnej (w razie wypadków narciarskich można na podstawie cyfry umieszczonej na najbliższej tablicy oznakowującej dokładnie podać służbie ratownictwa górskiego miejsce wypadku)[8].

Ponadto:

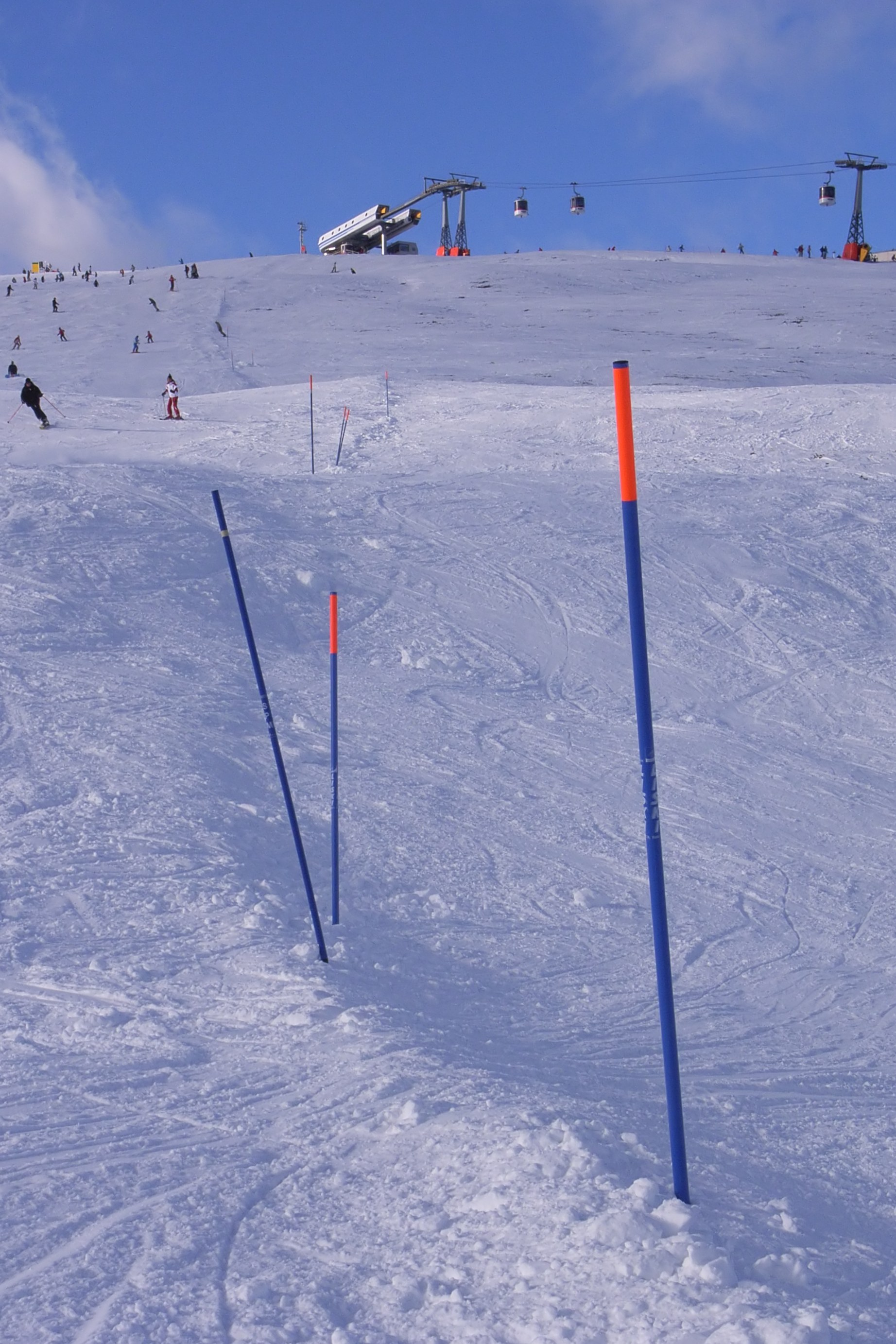
Oznaczenia niebieskiej trasy na południowym stoku Kronplatz (Południowy Tyrol, Włochy)

- kolorem pomarańczowym lub żółtym oznacza się ekstremalnie trudne trasy w Austrii, Szwajcarii i niektórych innych regionach. W Austrii są to pomarańczowe kwadraty;
- ostatnio w wielu europejskich ośrodkach narciarskich zmieniono oznaczenia niektórych czarnych tras na żółte. Tak oznaczone są nieprzygotowane lub niepatrolowane tereny, często określane jako „poza trasą” (free ride). Znanymi przykładami są tereny takie jak w ośrodkach w Zermatcie i stoki Tortin w Verbier.

Trasy francuskie i w Andorze o danym kolorze są trudniejsze niż trasy w innych krajach np. w Austrii. We Francji różnica między trasami czerwonymi i czarnymi jest większa niż w innych krajach.

### Hiszpania, Skandynawia i Wielka Brytania
W tych krajach stosuje się dodatkowo zielony poziom trudności (bardzo łatwy). Ponadto znaki poszczególnych stopni trudności mają inny kształt niż w Alpach:

 stok dla początkujących i do nauki jazdy. Przeważnie są to szerokie, otwarte, lekko nachylone tereny, często u podstawy stoków narciarskich

 łatwa trasa, prawie zawsze wyratrakowana, o nachyleniu nie przekraczającym 25%

 trasa o średnim stopniu trudności, bardziej stroma lub węższa niż trasa niebieska, przeważnie przygotowana, z możliwymi wyjątkami w najwęższych miejscach. Nachylenie nie przekracza 40% poza krótkimi, szerszymi odcinkami, które mogą mieć większe nachylenie

 stok dla ekspertów. Stromy, nie zawsze przygotowany. Jest to często dość szeroka kategoria, od tras nieco trudniejszych od czerwonych po karkołomne, mające złą sławę trasy, jak Couloirs w Courchevel

 (podwójny lub potrójny czarny romb) – stosowane w Skandynawii – ekstremalnie trudna trasa.

Ponadto:
- w Skandynawii symbolem dwóch złączonych poziomo czarnych kół  również oznacza się bardzo trudne trasy.

## USA, Kanada i Australia

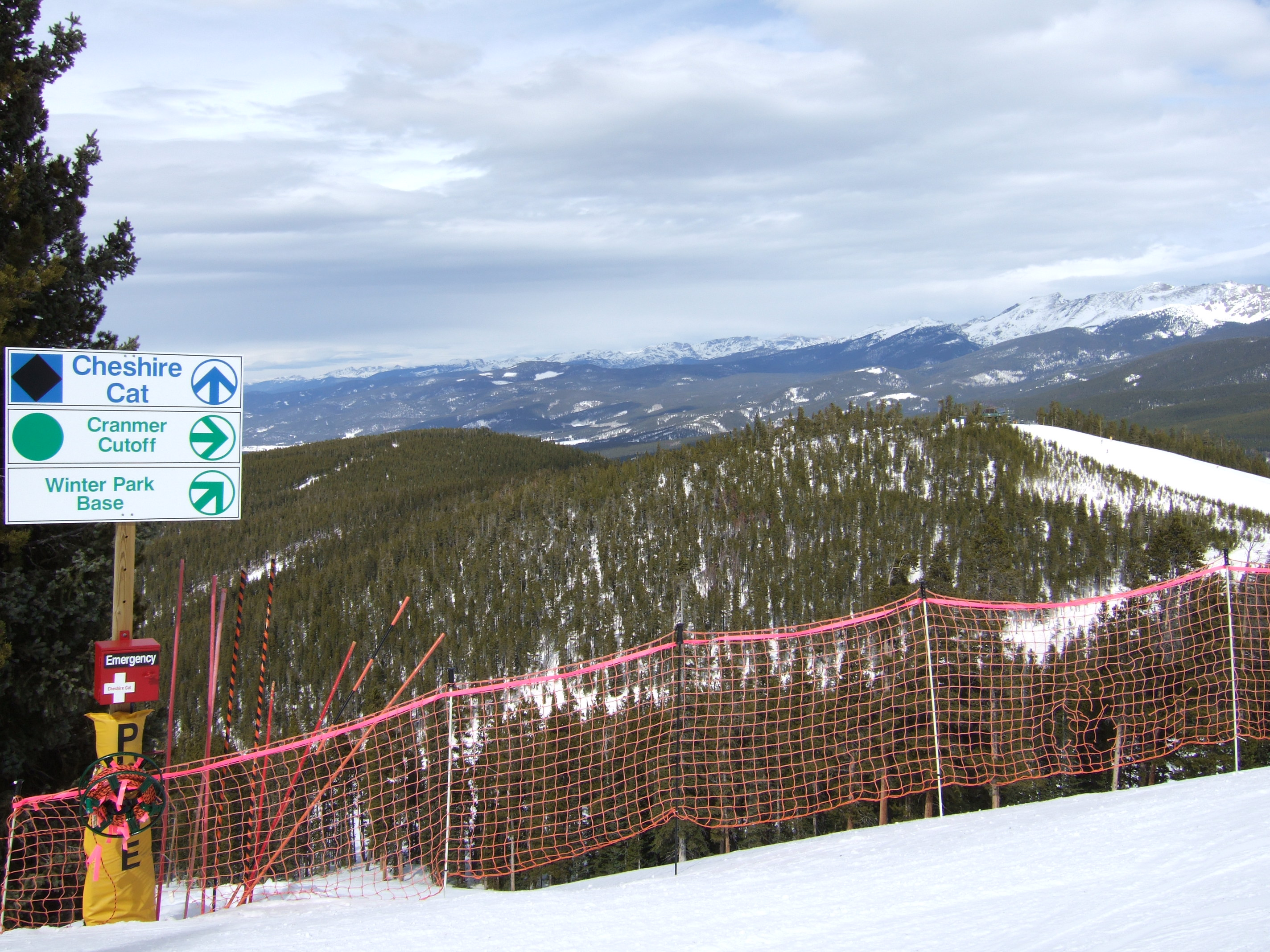
Oznaczenia tras w Winter Park Ski Resort w Kolorado, USA

W Ameryce Północnej oznakowanie tras jest ściślej związane z ich nachyleniem. Oznaczenia trudności tras w Stanach Zjednoczonych i Kanadzie są również oparte na kolorach i kształtach znaków. System australijski jest taki sam, jak amerykański.
W tych krajach oznaczenia trudności tras nie są oparte na żadnych normach (jak w wielu krajach Europy). Ośrodki narciarskie oznaczają kolorami często względną trudność tras w stosunku do innych tras w ośrodku. W konsekwencji podobne trasy w różnych ośrodkach mogą mieć różne oznaczenia, i odwrotnie: dwie trasy o tym samym oznaczeniu (np. czarny romb) mogą nie być w tym samym stopniu trudne. Niektórzy narciarze interpretują tę względność jako manipulacje motywowane chęcią zwiększenia atrakcyjności ośrodków.
Podobnie jak w Europie – poza nachyleniem stoku, jako głównym czynnikiem wpływającym na jego klasyfikację – uwzględniane są również takie czynniki jak szerokość trasy, typowe warunki śniegowe oraz to, czy trasa jest regularnie przygotowywana.
| Nazwa znaku                        | Symbol                        | Stopień trudności | Opis |
| ---------------------------------- | ----------------------------- | ----------------- | --- |
| Zielone kółko                      | Zielone kółko                 | Najłatwiejszy     | Najłatwiejsze stoki w ośrodku. Tak zaznaczone trasy są szerokie i przygotowane, typowo z nachyleniem w zakresie 6% do 25%. |
| Niebieski kwadrat                  | niebieski kwadrat             | Średni            | Trasy o średnim stopniu trudności mają przeważnie nachylenie w zakresie od 25% do 40%. Są prawie zawsze przygotowane. Tak oznaczonych tras jest najwięcej i są przeważnie najbardziej zatłoczone. |
| Czarny romb                        | czarny romb                   | Trudny            | To jedne z najtrudniejszych tras na stoku. Mają nachylenie przekraczające 40% i mogą być nieprzygotowane. |
| Podwójny czarny romb               | podwójny czarny romb          | Dla ekspertów     | Trasy trudniejsze niż te z czarnym rombem. Wyjątkowo strome z różnymi niespodziankami, jak zwężenia, silny wiatr, „ścianki”, muldy, a nawet drzewa na trasie. Przeznaczone dla najbardziej doświadczonych narciarzy. Ten stopień skali jest stosunkowo nowy, powstał w latach 80. XX w. dzięki postępom w budowie tras oraz działaniom marketingowym dążącym do ściągnięcia na te trasy wytrawnych narciarzy. |
| Czarny romb w niebieskim kwadracie | niebieski kwadrat/czarny romb | Zmienny           | Trasy o zmiennym lub „innym” stopniu trudności. W Mont Tremblant w Kanadzie zastosowano dla tych tras dwa niebieskie kwadraty obok siebie. Z kolei w wielu ośrodkach w Hrabstwie Summit w Kolorado stosowane jest oznaczenie podwójnym rombem z literami „EX” w centrum w celu oznaczenia tras jeszcze trudniejszych niż podwójny romb. W ośrodku Bogus Basin koło Boise w Idaho można jeździć na trasie oznaczonej pomarańczowym rombem, który oznacza trasę trudniejszą niż podwójny czarny romb. Inne amerykańskie ośrodki, takie jak np. Smugglers’ Notch w Vermont czy Mt. Bohemia w Michigan, stosują potrójny czarny romb. Są to jednak rzadkie przypadki; większość amerykańskich ośrodków stosuje standardowy system 4 pierwszych symboli. |
| Snowpark                           | Snowpark                      | Zmienny           | Miejsca przeznaczone do uprawiania zimowych sportów ekstremalnych dla snowboardzistów oraz narciarzy. Takie tereny oznaczone są przez pomarańczowe prostokąty z zaokrąglonymi rogami. Często ten znak uzupełniony jest przez własny system oceny trudności poszczególnych przeszkód lub jest stosowany razem z niebieskim kwadratem lub (podwójnym) czarnym rombem. |

## Japonia
W Japonii również stosowany jest system oparty na kolorach, ale nie na kształtach znaków. Niektóre ośrodki, szczególnie te, nastawione na obsługę cudzoziemców, stosują system europejski albo amerykański, zwiększając niepewność, co oznaczają poszczególne znaki.
Przeważnie stosowane są znaki:

 Zielony: trasy dla początkujących, przeważnie zlokalizowane u podstawy stoku.

 Czerwony: trasy o średnim stopniu trudności. Tak oznaczana jest większość tras w Japonii. Stanowią one od 40% do 60% wszystkich tras, w zależności od sposobu liczenia.

 Czarny: trasy dla ekspertów. Najbardziej strome i najtrudniejsze trasy w danym ośrodku. Trudność tych tras zależy od tego, do jakiej grupy narciarzy ośrodek kieruje swoje usługi.
W Japonii jest ponad 1000 ośrodków narciarskich (115 tylko w Prefekturze Nagano). Wiele z nich to małe, rodzinne ośrodki, więc porównanie stosowanych przez nie systemów oznaczeń z oznaczeniami europejskimi czy amerykańskimi jest bardzo trudne.

## Nowa Zelandia
Zielony: trasy dla początkujących, ale znacznie trudniejsze niż zielone trasy w Stanach Zjednoczonych. Niektórzy mówią, że nowozelandzkie zielone trasy są tak trudne, jak amerykańskie lub europejskie niebieskie, a nawet czarne.

 Niebieski: trasy o średnim stopniu trudności, o większym nachyleniu i węższe niż trasy zielone.

 Czarny: trudne, bardziej strome i węższe niż niebieskie.

 Czarny romb: trudniejsze niż czarne, zwane trasami dla ekspertów.

 Podwójny czarny romb: takie trasy zwane są „Tricky”.

Spotyka się wreszcie trasy oznaczone potrójnym czarnym rombem. Takie trasy zwane są samobójczymi („Suicidal”).